# ديريك ريتشاردسون (لاعب كرة قدم)
ديريك ريتشاردسون (بالإنجليزية: Derek Richardson)‏ (13 يوليو 1956 في المملكة المتحدة - ) هو لاعب كرة قدم بريطاني في مركز حراسة المرمى. لعب مع تشيلسي وشيفيلد يونايتد وكوينز بارك رينجرز وماديستون يونايتد ‏.

## وصلات خارجية
- ديريك ريتشاردسون على موقع قاعدة بيانات كرة القدم.إي يو (الإنجليزية)